# Белово (Курганская область)
Белово — деревня в Варгашинском районе Курганской области. Входит в состав Верхнесуерского сельсовета.

## История
До 1917 года входила в состав Верхнесуерской волости Ялуторовского уезда Тобольской губернии. По данным на 1926 год состояла из 98 хозяйств. В административном отношении входила в состав Середкинского сельсовета Марайского района Курганского округа Уральской области.

## Население
| 1912 | 1926 | 1989 | 2002 | 2010 |
| ---- | ---- | ---- | ---- | ---- |
| 416  | ↗457 | ↘195 | ↗249 | ↘196 |

По данным переписи 1926 года в деревне проживало 457 человек (215 мужчин и 242 женщины), в том числе: русские составляли 100 % населения.